# Procerus
Procerus ist nach traditioneller Auffassung eine Gattung aus der Familie der Laufkäfer (Carabidae). In moderneren Bearbeitungen wird sie wieder als Untergattung in eine weit gefasste Gattung Carabus mit einbezogen, wo sie der „Procrustes-Klade“ (der Verwandtschaft um den Lederlaufkäfer Carabus coriaceus) angehört.

## Merkmale
Procerus-Arten werden 40 bis 70 Millimeter groß. Von  anderen Arten der Gattung Carabus unterscheiden sie sich durch ihre Größe, ihr Körpervolumen sowie die nicht bürstenartig behaarten Vorder-Tarsen der Männchen. Die Körpergestalt ist plump oval mit konvex gerundeten Elytren. Die Oberseite des Körpers ist stark wurmartig gerunzelt. Bei den Männchen sind die Endglieder der Vorder-Tarsen beilförmig, bei den Weibchen stark dreieckig.

## Systematik und Verbreitung
Procerus wurde durch den Sammlungskatalog von Pierre François Marie Auguste Dejean 1821 als Gattung neu eingeführt. Viele der folgenden Coleopterologen betrachteten es als Synonym von Carabus, bis 1989 der italienische Entomologe Pierfranco Cavazzuti die Gattung, mit sieben Arten, in einer Monographie wieder neu aufstellte. Molekulare Arbeiten haben aber später klar aufgezeigt, dass die Arten von Procerus in die artenreiche Gattung Carabus eingeschachtelt sind. Nahe verwandt sind demnach die Carabus-Untergattungen Procrustes, Megodontus, Lamprostus und Chaetomelas.
In Europa leben die folgenden Arten
- Riesenlaufkäfer (Carabus (Procerus) gigas). Balkan und Griechenland, nördlich bis in den Süden Ungarns, Rumäniens und Österreichs.
- Carabus (Procerus) duponcheli Dejean, 1831. Griechenland (Peloponnes). Heute meist als Unterart von C.gigas aufgefasst.
- Carabus (Procerus) scabrosus Olivier, 1795. Schwarzmeerregion: Nordtürkei, Kaukasus, Krim, Bulgarien. Zahlreiche Unterarten, insbesondere im Kaukasus.
- Carabus (Procerus) sommeri  Mannerheim, 1844. Endemit der Rhodopen. Heute meist als Unterart von C.scabrosus aufgefasst.

## Belege
- C. L. Blumenthal: Procerus. In: Heinz Freude, Karl Wilhelm Harde, Gustav Adolf Lohse: Die Käfer Mitteleuropas. Band 2 Adephaga 1, Goecke & Evers Verlag, Krefeld 1976, ISBN 3-87263-025-3.
- Gerd Müller-Motzfeld (Herausgeber), H. Freude, K. W. Harde, G. A. Lohse (Begründer): Die Käfer Mitteleuropas. Band 2: Adephaga. 1. Carabidae (Laufkäfer). 2. erweiterte Auflage, Spektrum Akademischer Verlag, Heidelberg 2004, ISBN 978-3-8274-1551-6. Carabus gigas auf S. 36.